# Морщакова, Тамара Георгиевна
Тама́ра Гео́ргиевна Морщако́ва (род. 28 марта 1936, Москва, СССР) — советский и российский юрист, преподаватель, общественный деятель. Доктор юридических наук, профессор, заслуженный юрист РСФСР (1992), заслуженный деятель науки РФ. Судья Конституционного Суда Российской Федерации в отставке (с 2002). Член Совета при Президенте Российской Федерации по развитию гражданского общества и правам человека (2004—2019).

## Образование, учёные степени и звания
Морщакова окончила юридический факультет Московского государственного университета (1958), аспирантуру Института государства и права Академии наук СССР. Кандидат юридических наук (1966; тема диссертации: «Уголовное судопроизводство Германской Демократической Республики»). Она имеет научные степени: Доктор юридических наук (1989; тема диссертации: «Теоретические основы оценки качества и организации правосудия по уголовным делам: процессуальные, статистические и социологические аспекты»), Профессор. Морщакова награждена почётными званиями: Заслуженный юрист РСФСР, Заслуженный деятель науки Российской Федерации.

## Научная деятельность
Морщакова с 1958 по 1971 год работала аспирантом, младшим научным сотрудником Института государства и права АН СССР; с 1971 по 1991 — старшим научным сотрудником, ведущим научным сотрудником, главным научным сотрудником Всесоюзного научно-исследовательского института советского государственного строительства и законодательства (ныне — Институт законодательства и сравнительного правоведения при Правительстве РФ). Её профессиональные интересы — судебная власть, уголовный процесс, социология и психология правосудия, конституционный судебный контроль, сравнительное правоведение. Занималась исследованием судебных ошибок и их причин (соавтор монографии на эту тему). Морщакова принимала участие в разработке Конституции Российской Федерации, Концепции судебной реформы в Российской Федерации, а также проектов Федерального конституционного закона «О Конституционном Суде Российской Федерации», Федерального закона «Об обжаловании в суд действий и решений, нарушающих права и свободы граждан», Федерального закона «О статусе судей в Российской Федерации». Она — автор более 130 работ и переводов ряда законов ФРГ.

## Судья Конституционного Суда
30 октября 1991 года на V съезде народных депутатов России в первом туре голосования была избрана членом Конституционного суда (699 голосов «за», 212 — «против»; была выдвинута кандидатом на эту должность фракцией «Беспартийные депутаты»). В феврале 1995 — апреле 2002 года — заместитель председателя Конституционного суда. Была вынуждена уйти в отставку в связи с тем, что в январе 2001 года были приняты поправки к закону «О Конституционном суде РФ», согласно которым судьи, начавшие исполнять свои обязанности до 1994 года, должны уходить в отставку по достижении 65-летнего возраста. С 2002 — судья в отставке, советник Конституционного суда Российской Федерации.
Принадлежала к числу либеральных судей Конституционного суда. В сентябре 1993 года вместе с меньшинством судей голосовала против того, чтобы указ президента России Бориса Ельцина № 1400 «О поэтапной конституционной реформе в Российской Федерации» был признан основанием для отрешения его от должности.
В августе 1995 года выразила особое мнение в связи с решением суда по соответствию Конституции указов президента и распоряжений правительства, касающихся ввода войск в Чеченскую республику. В частности, высказала несогласие с прекращением Конституционным судом производства по секретному ноябрьскому (1994) указу президента, в котором шла речь о подготовительных мерах по вводу войск в Чечню. По мнению Морщаковой, этот указ ограничивал права граждан и поэтому не мог быть засекречен.
В настоящее время, Морщакова является судьёй Конституционного Суда Российской Федерации в отставке.

## Педагогическая и общественная деятельность
В течение многих лет преподавала в Российской правовой академии Министерства юстиции РФ и в Московской государственной юридической академии (МГЮА). В 2002—2022 годы — заведующая кафедрой судебной власти и организации правосудия Национального исследовательского университета — Высшей школы экономики (НИУ ВШЭ), ординарный профессор НИУ ВШЭ, читала курсы «Судебная власть и организация правосудия», «Пересмотр судебных актов». В настоящее время — профессор кафедры публичного права Юридического факультета Государственного академического университета гуманитарных наук, где руководит исследованиями аспирантов.
Член Научно-консультативного совета при Верховном Суде Российской Федерации с 1986 года. Переутверждена в 2023 году. Была заместителем председателя Совета по совершенствованию правосудия и членом Совета по развитию институтов гражданского общества и правам человека при Президенте России. С 2013 года избрана комиссаром Международной комиссии юристов.

10 июля 2007 года в своём выступлении на конференции «Российские альтернативы» (Ходорковские чтения) заявила: 

Когда независимость правосудия не признается, государство будет постоянно находиться в состоянии многостороннего кризиса. Отсутствие независимого правосудия уничтожает содержание и смысл права. Правовой идеал, если он применяется избирательно, — это уже никакой не идеал. Да, иногда приходится оправдать «преступника» (в данном случае, в кавычках), как бы это кому-то ни казалось очевидно неправильным, оправдать только потому, что в поисках доказательств преступного поведения мы были неудачны, незаконны, неуспешны. Нет другого пути к справедливости, к тому, чтобы в других ситуациях не был осуждён не преступник, а невиновный, и чтобы в таком положении не мог оказаться каждый. Другого пути нет.

В 2007 году выступила против переезда Конституционного суда в Санкт-Петербург, заявив, что это решение «безусловно, нанесёт урон конституционному правосудию, хотя бы потому, что кардинально поменяются все научные сотрудники». По её мнению, «никакой необходимости в переезде нет, акт переезда — это выражение произвола».
В ходе «Сенатских слушаний» в октябре 2009 года Тамара Морщакова выступила с критикой укрепления вертикали судебной власти и острой конкуренции между тремя высшими судами РФ.
Награждена Премией имени д-ра Фридриха Йозефа Гааза за 2005 год (присуждается Германо-российским форумом).
В 2010 году Морщакова выступила с инициативой проведения независимой экспертизы второго дела «ЮКОСа», что было поддержано тогдашним президентом Дмитрием Медведевым. Доклад экспертов был представлен Морщаковой 21 декабря 2011 года на Совете по правам человека при Президенте РФ с выводом о том, что приговор Ходорковскому и Лебедеву следует пересмотреть, так как в ходе разбирательства были допущены «фундаментальные нарушения», свидетельствующие о судебной ошибке. В 2012 году в отношении экспертов Следственный Комитет РФ инициировал расследование, по подозрению об использовании «легализованных денежных средств» отмытых якобы фигурантами дела — Ходорковским и Лебедевым и на которые проводилась экспертиза по «второму делу „ЮКОСа“». В ходе следствия Морщакова была допрошена по делу, которое в прессе получило название «Дело экспертов». В частности, в результате давления по этому делу Россию в апреле 2013 года покинул экономист Сергей Гуриев.
Является советником Председателя Конституционного Суда Российской Федерации. Входила в состав Совета по развитию гражданского общества и правам человека при Президенте Российской Федерации. 21 октября 2019 года заявила о своём уходе из Совета по правам человека в связи с отставкой его бывшего главы Михаила Федотова.

## Труды
- Теоретические основы эффективности правосудия / И. Л. Петрухин, Г. П. Батуров, Т. Г. Морщакова; Отв. ред. Г. П. Батуров; Академия наук СССР. Институт государства и права. — М.: Наука, 1979. — 392 с.
- Правосознание правоприменителей и прогнозирование эффективности законодательства: Уголовно-правовой и уголовно-процессуальный аспекты. //Проблемы совершенствования советского законодательств. Вып. 37. — М.,1987. — C. 123—135.
- Федеративная Республика Германия: Конституция и законодательные акты /Пер. с нем. Т. Г. Морщаковой и др.; Сост. Т. Г. Морщакова; Под ред. и со вступит. ст. Ю. П. Урьяса; Ред. кол.: В. А. Туманов (пред.) и др. — М.: Прогресс, 1991. — 472 с.
- Хаски Ю. Российские адвокаты и советское государство. Происхождение и развитие советской адвокатуры 1917—1939 гг. М., 1993. (перевод с английского языка на русский принадлежит Т. Г. Морщаковой)
- Уголовно-процессуальное право Российской Федерации. Под ред. П. А. Лупинской. Учебник для вузов. М, 1995 (2-е издание — 2001; 3-е издание — 2002; 4-е издание — 2003).
- Федеральный конституционный закон о Конституционном Суде РФ. Комментарий. М., 1996.
- Конституционный Суд Российской Федерации. Постановления и определения. Т. 1-5. Сборник. М., 1997—2001 (Составитель и ответственный редактор).
- Конституционная концепция судопроизводства // Российская юстиция. — 2001. — № 10. — С. 6-11.
- Российское правосудие в контексте судебной реформы. Сборник статей. М., 2004.

### Интервью
- Интервью провела Наталья Шиняева. Судебные недостатки. Конституционное право. «эж-ЮРИСТ» (20 октября 2009). Дата обращения: 5 августа 2011.
- «В судах господствует психология страха» [Текст]/Т. Г. Морщакова; Интервьюер А. А. Оводов. //Юрист. — 2010. — № 6. — С. 4-10.
- ведущий Сергей Корзун. Тамара Морщакова. Передачи / Без дураков. Радиостанция "Эхо Москвы" (22 февраля 2011). Дата обращения: 5 августа 2011. Архивировано 2 марта 2012 года.
- "Школа Злословия". эфир на телеканале НТВ 06.09.2011
- «Создание единого суда — совершенно ложный тезис» — судья Конституционного суда в отставке Тамара Морщакова. Интервьюер Алиса Штыкина // Право. Ru, 15.05.2013 http://pravo.ru/review/view/84826/
- «…И суда нет. Диагноз доктора Морщаковой» — интервью, Л. Никитинский, «Новая Газета», № 51, 19.07.2004.

## Награды и звания
- Заслуженный деятель науки Российской Федерации.
- Заслуженный юрист РСФСР (27 января 1992 года)[1].
- Благодарность Президента Российской Федерации (30 апреля 2008 года) — за большой вклад в развитие институтов гражданского общества и обеспечение защиты прав и свобод человека и гражданина[22].
- Премия Московской Хельсинкской группы за экспертную и научную деятельность в области прав человека (2015)[23].
- Премия имени Йозефа Хааза (2005)[24].